# Rondell (Odenwald)
Das Rondell ist eine Passhöhe im hessischen Odenwald. Hier verlaufen wichtige Verkehrsadern, die das Kerngebiet des Odenwaldkreises mit dem Rhein-Main-Gebiet verbinden.

## Geographische Lage
Das Rondell ist ein verkehrsgünstig gelegener 290 Meter hoher Bergsattel im nördlichen Buntsandstein-Odenwald südöstlich von Groß-Umstadt und nordwestlich von Höchst im Odenwald. Hier liegt der niedrigste Punkt der Wasserscheide zwischen der Gersprenz im Nordwesten und der Mümling im Südosten. Die Grenze zwischen dem Landkreis Darmstadt-Dieburg (Gemarkung Frau-Nauses) und dem Odenwaldkreis (Gemarkung Hetschbach) folgt der Kammlinie dieser Wasserscheide beiderseits des Rondells für einige Kilometer. Auf der Groß-Umstadter Seite der Kreisgrenze wurde das Gasthaus Rondell, jetziges Restaurant Sonnenhof am Rondell, errichtet.

## Verkehr

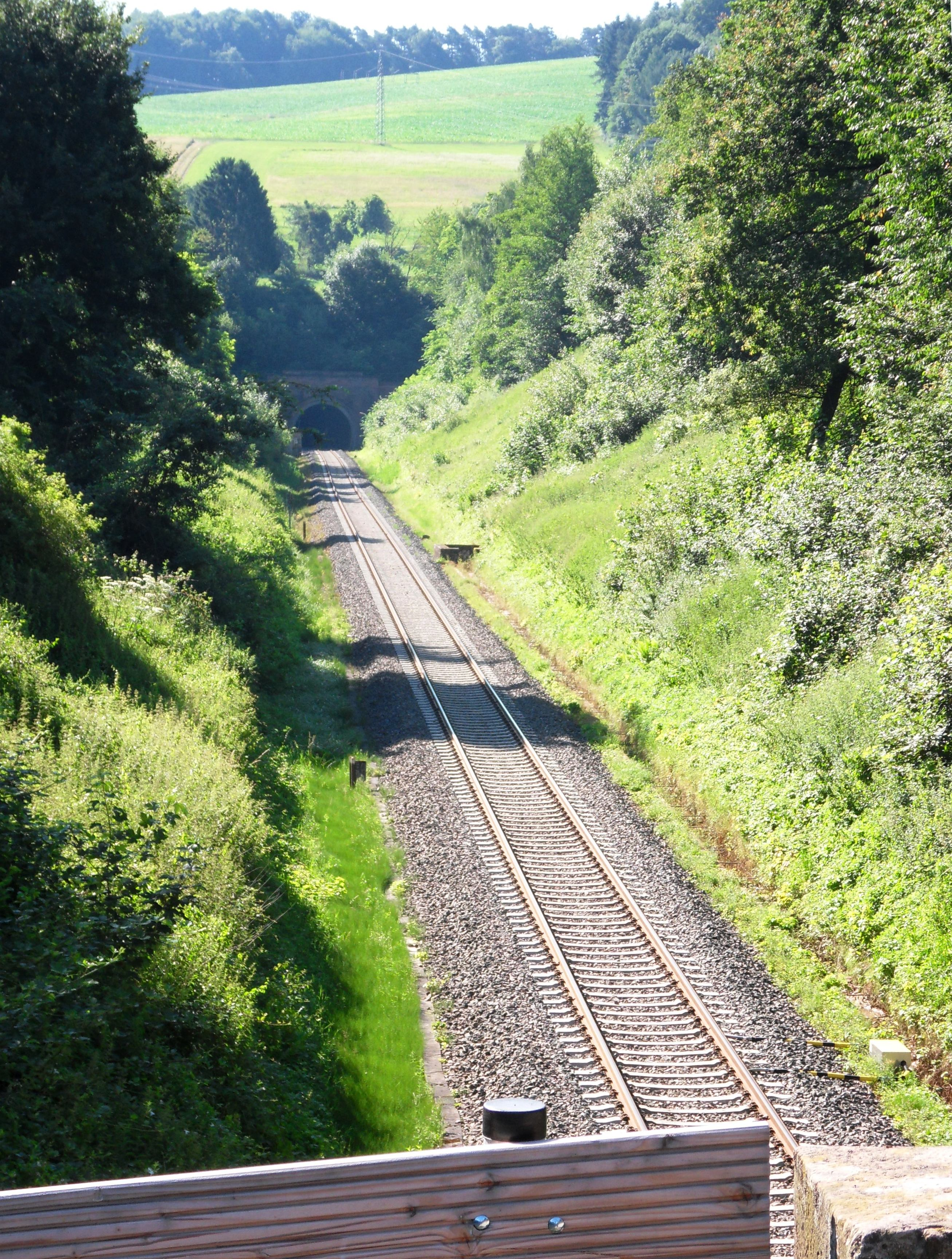
Blick auf das Nordportal des Frau-Nauses-Tunnels, linker oberer Bildrand ist die Passhöhe

Das Rondell bündelt den Schienen- und Straßenverkehr vom Mümlingtal mit den hier liegenden größten Städten und Gemeinden des Odenwaldkreises in Richtung Dieburg, Hanau, Frankfurt am Main und Darmstadt. Während die Bundesstraße 45 diesen Übergang mit Hilfe kurviger Rampen quert, führt der 1205 Meter lange Frau-Nauses-Tunnel der Odenwaldbahn unter ihm hindurch.
Die Strecke über das Rondell im Zuge der Bundesstraße 45 ist dreispurig ausgebaut, wobei bergauf zwei Fahrspuren existieren und bergab eine. Generell ist die Geschwindigkeit auf 70 km/h begrenzt, an einer Stelle sogar auf 60 km/h.